# Cophura vitripennis
Cophura vitripennis là một loài ruồi trong họ Asilidae. Cophura vitripennis được Curran miêu tả năm 1927. Loài này phân bố ở vùng Tân Bắc giới.